# Уорън Фийни
Уорън Джеймс Фийни (на английски: Warren Feeney) е бивш северноирландски футболист (нападател, национал) и настоящ треньор по футбол.
Фийни е трето поколение футболист и национал на своята страна, след като преди него националната фланелка са носили баща му Уорън Фийни-старши и дядо му Джим Фийни.
Към януари 2021 година е футболен мениджър на българския тим „Пирин“ (Благоевград).